# Fédération internationale de tir aux armes sportives de chasse
La Fédération internationale de tir aux armes sportives de chasse (FITASC) est une fédération qui encourage tout type de tir sportif au fusil de chasse.

## Historique
Le tir aux armes de chasse sur des oiseaux vivants ou des cibles artificielles existe depuis le XVIIe siècle pour entraîner des chasseurs et organiser des concours dans le cadre de manifestations ludique.
C'est au XIXe siècle que sont rédigés les premiers règlements régissant ces activités. Ils servent de base pour transformer ces jeux d'adresse en une activité sportive, qui elle-même devient un sport de haut niveau depuis le milieu du XXe siècle.
Parmi les premières associations sportives officiellement constituées : le Cercle des Patineurs dans le Bois de Boulogne est créé en 1867 à Paris. En Italie, le club de tir de Tivoli est créé dans les mêmes années. En Angleterre la première association sportive de tir structurée, « Inanimate Bird Shooting Association », est créée en mai 1893. D'importantes compétitions se déroulent dans ces clubs fréquentés principalement par la haute société jusqu'à la Première Guerre mondiale.
l'Union Internationale de Chasse (UIC) naît à Lausanne en Suisse le 4 juin 1921 sous l'impulsion de la France, son premier président est Justinien Clary. Son siège social est fixé en France et s'installe au 21 rue de Clichy à Paris, jusqu'en 1973. Cette nouvelle Fédération a pour objectif de rassembler dans le monde entier les groupements nationaux pratiquant les sports de tir au vol (pigeon vivant), aux pigeons d'argile (plateaux) et au cerf courant (à balles) et d'unifier leurs règlements sportifs.
En 1938, l'UIC prend le nom qu'elle porte aujourd'hui, la FITASC. Elle regroupe alors 27 organisations nationales divisées en trois sections sportives : tir au vol, tir au pigeon d'argile (plateaux) et tir combiné de chasse.
La FITASC s'interdisant d'utiliser des animaux vivants dans des compétitions de tir non régies par les lois sur la chasse, cesse d'organiser sous son égide des compétitions de tir au vol (pigeon vivant) à partir du 1er janvier 2004 par décision de son assemblée générale en date du 4 août 2003.

## Structures

### Les dirigeants de la FITASC

#### Liste des présidents de la FITASC
| Période     | Président                        | Nationalité |
| ----------- | -------------------------------- | ----------- |
| 1921-1933   | Comte Justinien Clary            | France      |
| 1933-1940   | Maurice Faure                    | France      |
| 1947-1949   | Maxime Ducrocq                   | France      |
| 1950-1951   | Hubert Durand-Dassier            | France      |
| 1951-1972   | Comte Henri de Gouvion-Saint-Cyr | France      |
| 1972-1981   | Pierre Etienne Guyot             | France      |
| 1981-2002   | Antonio Gaiztarro                | Espagne     |
| Depuis 2003 | Jean François Palinkas           | France      |

#### Direction
Le comité exécutif, élu pour quatre ans, est constitué :
- d'un président, Jean-François Palinkas.
- de cinq vice-présidents ;
- d'un secrétaire général et trésorier.

Le comité de direction est constitué :
- du comité exécutif ;
- de huit membres élus pour quatre ans.

### Administration
Les organes de direction de la FITASC sont :
- l’assemblée générale ;
- le comité exécutif ;
- le comité de direction ;
- les commissions techniques sportives ;
- la commission disciplinaire d’appel ;
- le comité des sages.

### Statuts
La FITASC a pour rôle :
- d'encourager et diriger le développement du sport de tir aux armes de chasse et les activités associées, sans discrimination politique, sociale, raciale ou religieuse, et renforcer les liens d’amitié entre les associations et fédérations de tir de toutes les nations,
- de décerner les titres dans les disciplines qu’elle prend en charge, lors des compétitions internationales organisées sous son égide,
- de renforcer les contacts et la collaboration avec d’autres organisations et autorités sportives.

### Siège
Le siège est situé 10 rue Médéric, dans le 17e arrondissement de Paris en France.

## Dans le monde
La FITASC regroupe 70 associations ou fédérations de 60 pays dans le Monde.
En 2018, sur les cinq continents, ont été organisées 48 compétitions internationales avec la participation de  11 000 tireurs.
La fédération assure, depuis 2018, la formation de coach par la « British Association of Professional Shooting Instructors » (APSI). Cette première année a vu la formation et la promotion de 13 candidats avec le titre de FITASC Coach niveau 1.

## En France
La FITASC compte comme membre, en France, la « Fédération Française de ball-trap et de tir à balle », désigné par son appellation simplifiée, la « Fédération française de ball-trap (FFBT) ».

## Domaine d'autorité
La FITASC a autorité pour les disciplines suivantes :
- Compak® Sporting (CS)[3] ;
- Fosse Universelle® (Universal Trench) (FU)[4] ;
- Parcours de Chasse® (Sporting) (PC)[5] ;
- Tir aux Hélices® (ZZ)[6] ;
- Combined Game Shooting (tir combiné de chasse)[7] ;
- Trap 1[8].